# Колавіл-3
Грама Ніладхарі Колавіл-3 (№ AP/23) — Грама Ніладхарі підрозділу ОС Алаядівембу, округ Ампара, Східна провінція, Шрі-Ланка.

## Демографія
| Населення (2007) | Населення (2007) | Населення (2007) | Населення (2007) | Населення (2007) |
| Населення        | Чоловіки         | Жінки            | Діти             | Дорослі          |
| ---------------- | ---------------- | ---------------- | ---------------- | ---------------- |
| 1659             | 797              | 862              | 608              | 1051             |